# Eupithès
Selon la mythologie grecque, dans l'Odyssée, Eupithès est prince d'Ithaque, père d'Antinoos qui est un des prétendants de Pénélope.
De sa jeunesse, on ne connaît qu'un épisode, brièvement rapporté par Pénélope : recherché par le peuple d'Ithaque pour avoir nui aux Thesprotes, leurs alliés, Eupithès est sauvé par Ulysse.
On le retrouve à la fin de l'épopée, après la mort de son fils Antinoos, premier prétendant tué par Ulysse. Eupithès demande à l'assemblée de venger la mort des prétendants et prend la tête d'une troupe armée qui se dirige vers la maison d'Ulysse. Dès le combat engagé, grâce à l’intervention d’Athéna, Laërte, père d'Ulysse, tue Eupithès d'un coup de lance, puis rapidement la déesse met fin aux hostilités.